# Mionší (Slezské Beskydy)
Mionší (745 m n. m.)  je vrchol v Slezských Beskydech, nacházející se v katastru obce Nýdek (nelze zaměňovat s pralesem Mionší – národní přírodní rezervaci v Dolní a Horní Lomné).  Leží mezi údolími Hluchové a Střelmy a je součásti Čantoryjského hřbetu.

## Turistika
Na vrchol nevede žádná turistická stezka, je ale přístupný několika lesními cestami – přístupový chodník je z osady Plenisko (rovněž mezi údolími Hluchové a Střelmy). Vrchol kopce je tvořen bukovým lesem a velkým množstvím kamenů, které postupně prorůstají vegetací. Lokalita není navštěvována davy turistů a zachovala si svůj přirozený půvab.